# Elisabeth Engstler

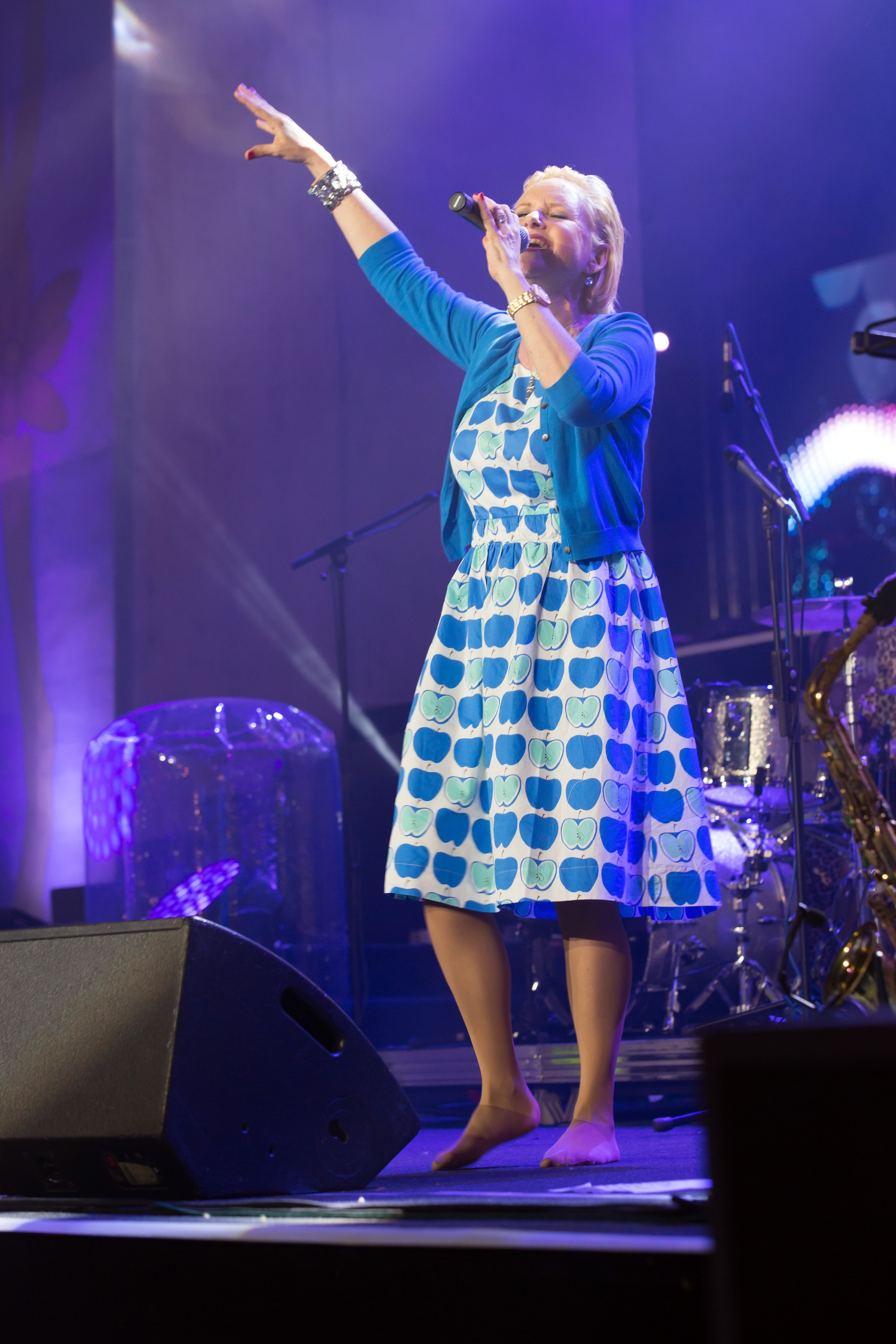
Elisabeth Engstler anlässlich des Eurovision Song Contest 2015 in Wien

Elisabeth „Lizzi“ Engstler (* 6. Mai 1960 in Villach) ist eine österreichische Fernsehmoderatorin, Musicaldarstellerin und Sängerin, die 1982 mit dem Duo Mess am Eurovision Song Contest teilnahm.

## Leben und Karriere
Elisabeth Engstler ist im Seehotel Engstler am Wörthersee aufgewachsen. Nach der Schule begann sie ein Medizinstudium in Wien, welches sie allerdings nicht beendete. Im Jahr 1982 vertrat sie Österreich beim Eurovision Song Contest mit Michael Scheickl als Duo „Mess“ mit dem Lied Sonntag und erreichte den neunten Platz. Das Duo veröffentlichte noch die Titel Do–Re–Mi–Fa–So oder so, Träumen von Olivenbäumen, Cabrio und Ich will ein Eis sowie die beiden englischen Fassungen ihres Wettbewerbsbeitrages Honey Bee und Sunday. Anschließend löste sich Mess auf.
Engstler begann ein Studium am Konservatorium der Stadt Wien (Operette, Musical und Chanson). Nach einem Engagement am Burgtheater und der Hauptrolle in dem Musical „Valerie“ bei den Wiener Festwochen beendete sie 1986 ihre Ausbildung. Seither moderierte sie für den ORF den Ferienexpress, ab 1987 Wurlitzer, Ich und Du, Die große Chance, Happy End, von 1995 bis 2007 an der Seite von Wolfram Pirchner Willkommen Österreich und Frisch gekocht. 2005 erhielt sie die Romy als beliebteste Moderatorin.
Bis 1996 moderierte sie Radiosendungen wie Querstadtein und Autofahrer unterwegs. Seit 1997 tritt sie wieder als Sängerin auf und veröffentlichte eine CD mit Liebesliedern und Musicalhits unter dem Titel Endlich wieder Musik. Nebenbei spielte sie auch Theater.
Abwechselnd mit Reinhard Jesionek und Verena Scheitz moderierte sie von Juni 2007 bis September 2012 im ORF die Vorabendsendungen Frühlingszeit, Sommerzeit, Herbstzeit und Winterzeit. In der Sendung heute leben war sie als Außenreporterin tätig, im Nachfolgeformat Daheim in Österreich ist sie das gelegentlich auch. Im Jahr 2008 nahm Elisabeth Engstler an der ORF-Tanzshow Dancing Stars teil. Mit ihrem Partner Alexander Zaglmaier belegte sie hinter ihrem ORF-Kollegen Dorian Steidl mit Partnerin Nicole Kuntner den zweiten Platz. Im März 2009 veröffentlichte sie Mein Chaos-Kochbuch. 2011 erschien die Audio-CD Sehnsucht. Von 7. Jänner 2014 bis Ende 2014 moderierte Elisabeth Engstler wieder Frisch gekocht.
Von September 2017 bis Juni 2019 besetzte Elisabeth Engstler die Rolle der Hoteldirektorin Romy Edler im Jukebox-Musical I Am from Austria.
Für die Wiener Lokalbahnen sprach sie 2020 die Durchsagen ein. Im Rahmen der Sommernachtskomödie Rosenburg 2023 verkörpert sie unter der Regie von Marcus Ganser in einer Bühnenfassung von Shakespeare in Love die Rolle der Königin Elizabeth.

## Auszeichnungen
- 2005: Goldene Romy als beliebteste Moderatorin (Publikumspreis)